# Zaida (Marroc)
Zaida (àrab: زايدة, Zāyda; amazic estàndard marroquí: ⵣⴰⵢⴷⴰ, Zayda) és una comuna rural de la província de Midelt, a la regió de Drâa-Tafilalet, al Marroc. Segons el cens de 2014 tenia una població total de 13.891 persones.